# Дмитрівка (Новоукраїнський район)
Дмитрівка — колишнє село в Україні, підпорядковувалося Кропивницькій сільській раді Новоукраїнського району Кіровоградської області.
Виключене з облікових даних рішенням Кіровоградської обласної ради від 4 листопада 2005 року.

## Населення
Згідно з переписом УРСР 1989 року чисельність наявного населення села становила 3 особи, з яких 1 чоловік та 2 жінки.
За переписом населення України 2001 року в селі ніхто не мешкав.